# Dirka po Sloveniji 2011
Dirka po Sloveniji 2011 je bila osemnajsta izvedba Dirke po Sloveniji. To je bila etapna dirka UCI Europe Tour (2.1), ki je potekala od 16. do 19. junija 2011, v skupni dolžini 547,8 kilometrov.
Dirko je zmagal je Diego Ulissi, drugi je bil Radoslav Rogina, tretji pa Robert Vrečer.
Nosilci preostalih majic so bili: Robert Vrečer naknadno postal najboljši po točkah (modra), Diego Ulissi na gorskih ciljih (pikčastɑ) in najboljši mladi kolesar (bela) in ekipno Loborika Favorit Team.

## Ekipe
Dirko je začelo 115 kolesarjev iz 15 ekip, od tega jo je končalo 97 kolesarjev.

### UCI ProTeams
- Topsport Vlaanderen–Mercator
- Saxo Bank–SunGard
- Farnese Vini–Neri Sottoli
- Liquigas-Cannondale
- Lampre-ISD

### UCI Pro Continental
- Acqua & Sapone
- Geox–TMC
- Cofidis

### UCI Continental
- Adria Mobil
- Radenska
- Perutnina Ptuj
- Sava
- Loborika Favorit Team
- D'Angelo & Antenucci-Nippo
- Konya–Şekerspor–Torku–Vivelo

## Trasa in etape
| Etapa  | Datum     | Trasa                 | Dolžina  | Disciplina | Disciplina   | Zmagovalec      |
| ------ | --------- | --------------------- | -------- | ---------- | ------------ | --------------- |
| 1      | 16. junij | Ljubljana – Ljubljana | 6,6 km   |            | kronometer   | Robert Vrečer   |
| 2      | 17. junij | Koper – Nova Gorica   | 189,6 km |            |              | Elia Viviani    |
| 3      | 18. junij | Tržič – Golte         | 170,6 km |            | gorska etapa | Diego Ulissi    |
| 4      | 19. junij | Ptuj – Novo mesto     | 181 km   |            |              | Andrea Guardini |
| Skupaj | Skupaj    | 547,8 km              | 547,8 km | 547,8 km   | 547,8 km     | 547,8 km        |

## Razvrstitev vodilnih
| Etapa          | Zmagovalec      | Skupno        | Po točkah                        | Gorski cilji   | Mladi kolesarji | Ekipno                |
| -------------- | --------------- | ------------- | -------------------------------- | -------------- | --------------- | --------------------- |
| 1              | Robert Vrečer   | Robert Vrečer | Robert Vrečer                    | brez podelitve | Diego Ulissi    | Liquigas-Cannondale   |
| 2              | Elia Viviani    | Robert Vrečer | Kristjan Koren Giovanni Visconti | brez podelitve | Diego Ulissi    | Liquigas-Cannondale   |
| 3              | Diego Ulissi    | Diego Ulissi  | Kristjan Koren Robert Vrečer     | Diego Ulissi   | Diego Ulissi    | Loborika Favorit Team |
| 4              | Andrea Guardini | Diego Ulissi  | Kristjan Koren Robert Vrečer     | Diego Ulissi   | Diego Ulissi    | Loborika Favorit Team |
| Končni nosilci | Končni nosilci  | Diego Ulissi  | Kristjan Koren Robert Vrečer     | Diego Ulissi   | Diego Ulissi    | Loborika Favorit Team |

## Končna razvrstitev
| Legenda | Legenda                      | Legenda | Legenda                          |
| ------- | ---------------------------- | ------- | -------------------------------- |
|         | Zmagovalec skupnega seštevka |         | Zmagovalec gorskih ciljev        |
|         | Zmagovalec po točkah         |         | Zmagovalec med mladimi kolesarji |

### Skupno
| Uvr. | Kolesar         | Ekipa                        | Čas         |
| ---- | --------------- | ---------------------------- | ----------- |
| 1.   | Diego Ulissi    | Lampre-ISD                   | 13h 42' 46" |
| 2.   | Radoslav Rogina | Loborika Favorit Team        | + 36"       |
| 3.   | Robert Vrečer   | Perutnina Ptuj               | + 43"       |
| 4.   | Luca Ascani     | D'Angelo & Antenucci–Nippo   | + 1' 00"    |
| 5.   | Simon Špilak    | Lampre-ISD                   | +1' 13"     |
| DSQ  | Kristjan Koren  | Liquigas-Cannondale          | + 1' 27"    |
| 6.   | Carlos Sastre   | Geox–TMC                     | + 2' 23"    |
| 7.   | Matija Kvasina  | Loborika Favorit Team        | + 2' 25"    |
| 8.   | Nicki Sørensen  | Saxo Bank–SunGard            | + 2' 51"    |
| DSQ  | Vladimir Koev   | Konya–Şekerspor–Torku–Vivelo | + 3' 01"    |
| 9.   | Marcel Wyss     | Geox–TMC                     | + 3' 17"    |
| 10.  | Jure Golčer     | Perutnina Ptuj               | + 3' 18"    |

### Po točkah
| Uvr. | Kolesar             | Ekipa                      | Točke |
| ---- | ------------------- | -------------------------- | ----- |
| DSQ  | Kristjan Koren      | Liquigas-Cannondale        | 44    |
| 1.   | Robert Vrečer       | Perutnina Ptuj             | 39    |
| 2.   | Diego Ulissi        | Lampre-ISD                 | 35    |
| 3.   | Grega Bole          | Lampre-ISD                 | 34    |
| 4.   | Elia Viviani        | Liquigas-Cannondale        | 31    |
| 5.   | Radoslav Rogina     | Loborika Favorit Team      | 26    |
| 6.   | Andrea Guardini     | Farnese Vini–Neri Sottoli  | 25    |
| 7.   | Luca Ascani         | D'Angelo & Antenucci-Nippo | 24    |
| 8.   | Blaž Jarc           | Adria Mobil                | 21    |
| 9.   | Alessandro Petacchi | Lampre-ISD                 | 21    |
| 10.  | Jens Keukeleire     | Cofidis                    | 21    |

### Gorski cilji
| Uvr. | Kolesar            | Ekipa                        | Točke |
| ---- | ------------------ | ---------------------------- | ----- |
| 1.   | Diego Ulissi       | Lampre-ISD                   | 12    |
| 2.   | Grega Bole         | Lampre-ISD                   | 12    |
| 3.   | Radoslav Rogina    | Loborika Favorit Team        | 8     |
| 4.   | Sander Armée       | Topsport Vlaanderen–Mercator | 6     |
| 5.   | Simon Špilak       | Lampre-ISD                   | 6     |
| 6.   | Nik Burjek         | Sava                         | 6     |
| 7.   | Laurent Didier     | Saxo Bank–SunGard            | 4     |
| 8.   | Robert Vrečer      | Perutnina Ptuj               | 4     |
| 9.   | Andrej Omulec      | Loborika Favorit Team        | 4     |
| 10.  | Francesco Di Paolo | Acqua & Sapone               | 3     |

### Mladi kolesarji
| Uvr. | Kolesar         | Ekipa                 | Čas         |
| ---- | --------------- | --------------------- | ----------- |
| 1.   | Diego Ulissi    | Lampre-ISD            | 13h 42' 46" |
| 2.   | Rafał Majka     | Saxo Bank–SunGard     | + 5' 20"    |
| 3.   | Jan Polanc      | Radenska              | + 6' 06"    |
| 4.   | Jan Bostner     | Radenska              | + 12' 48"   |
| 5.   | Klemen Štimulak | Radenska              | + 16' 06"   |
| 6.   | Tim Mikelj      | Sava                  | + 17' 22"   |
| 7.   | Deni Baniček    | Loborika Favorit Team | + 18' 36"   |
| 8.   | Davide Cimolai  | Liquigas-Cannondale   | + 19' 59"   |
| 9.   | Elia Viviani    | Liquigas-Cannondale   | + 20' 41"   |
| 10.  | Adrien Petit    | Cofidis               | + 20' 41"   |

### Ekipno
| Uvr. | Ekipa                        | Čas         |
| ---- | ---------------------------- | ----------- |
| 1.   | Loborika Favorit Team        | 13h 42' 46" |
| 2.   | Geox–TMC                     | + 1' 42"    |
| 3.   | D'Angelo & Antenucci-Nippo   | + 3' 44"    |
| 4.   | Topsport Vlaanderen–Mercator | + 6' 36"    |
| 5.   | Adria Mobil                  | + 7' 06"    |
| 6.   | Saxo Bank–SunGard            | + 7' 27"    |
| 7.   | Lampre-ISD                   | + 8' 21"    |
| 8.   | Acqua & Sapone               | + 10' 20"   |
| 9.   | Sava                         | + 10' 44"   |
| 10.  | Perutnina Ptuj               | + 10' 50"   |

## Zabeležke
1. 1 2 3 4 5 6  Vsi rezultati Kristjana Korena iz leta 2011 in 2012 so bili zaradi dopinga naknadno (leta 2019) izbrisani.
2. ↑  Vsi rezultati Vladimir Koeva iz 2010 in 2011 so bili izbrisani zaradi dopinga iz leta 2006 in drugič (2010).